# 李玉洁 (历史学家)
李玉洁（1948年11月—），女，河南开封人。中国古代史学家。河南大学教授。

## 生平
1948年11月生。1966年毕业于河南省立开封第一女子高中，文革后上山下乡，在河南省平舆县机械石运动锻炼。1978年考入河南大学历史系，1982年本科毕业，继续攻读研究生，1985年获硕士学位。
1988年在四川大学获历史学博士学位，学科专业是中国古代史，指导教师是徐中舒教授，博士学位论文题目是《先秦丧葬制度研究》。毕业后到河南大学任教，1992年破格晋升为教授。此后历任河南大学先秦文化研究中心教授、黄河文明与可持续发展研究中心教授。

## 著作
- . 科学出版社. 2013年11月. ISBN 9787030386854.
- . 科学出版社. 2010年3月. ISBN 9787030229892.
- . 新华出版社. 2002年. ISBN 9787501156344.